# 마카우 웨화 천주교중고등학교
마카우 웨화 천주교중고등학교(Macau 奧華天主敎中高等學校)는 중화인민공화국 광둥성 마카오 특별행정구의 로마 가톨릭 종파 사립 중고등학교이다.

## 교내 연혁과 학교의 역사
중화민국 국민정부 대륙 본토 시대 임시 대총통 돤치루이(段祺瑞) 과도 정권 시절이었고 그와 동시에 포르투갈 직할식민지 광둥성 마카오 총독 주둔 관련 외교기 시절이던 1925년 교황 비오 11세의 관련 지원을 통하여 중화민국 광둥 성 포르투갈 직할식민지 마카오에서 첫 개교되어 그 이후 1999년 12월 20일을 기하여 마카오가 중공 대륙 본토에 귀속 반환 조치 처분된 현재에까지 이르고 있는데 이 학교야말로 마카오에서도 높고 깊은 역사를 자랑하는 로마 가톨릭 계파 사립 국제 학교로도 이름이 높다. 대한민국 해군 예비역 대령 출신 외교관 겸 정치가 안진생(安珍生) 前 한양공과대학교 전임교수도 이 학교를 나왔다.